# Melhores do Ano de 2002
Melhores do Ano de 2002

29 de dezembro de 2002
Melhores do Ano 

← 2001 ·  2003 →
O Melhores do Ano de 2002 foi a 7ª edição dos Melhores do Ano, prêmio entregue pela emissora de televisão brasileira TV Globo aos melhores artistas e produções da emissora referentes ao ano de 2002.
Entre a primeira edição e a sexta edição, os vencedores eram escolhidos pelos funcionários da TV Globo, a partir desta edição, os funcionários da Globo escolhem os 3 finalistas e o público, através da internet ou do telefone, escolhe os vencedores.

## Vencedores e indicados
Os vencedores estão em negrito.
| Melhor Ator | Melhor Atriz |
| --- | --- |
| - Tarcísio Meira - (O Beijo do Vampiro) - Murilo Benício - (O Clone) - Raul Cortez - (Esperança)                                    | - Giovanna Antonelli - (O Clone) - Ana Paula Arósio - (Esperança) - Glória Menezes - (O Beijo do Vampiro)                                               |
| Melhor Ator Coadjuvante | Melhor Atriz Coadjuvante |
| - Alexandre Borges - (O Beijo do Vampiro) - Antonio Calloni - (O Clone) - Stênio Garcia - (O Clone)                                 | - Letícia Sabatella - (O Clone) - Júlia Lemmertz - (O Beijo do Vampiro) - Eliane Giardini - (O Clone)                                                   |
| Melhor Ator Revelação | Melhor Atriz Revelação |
| - Vladimir Brichta - (Coração de Estudante) - Nuno Lopes - (Esperança) - Dalton Vigh - (O Clone)                                    | - Débora Falabella - (O Clone) - Priscila Fantin - (Esperança) - Simone Spoladore - (Esperança)                                                         |
| Melhor Ator Mirim | Melhor Atriz Mirim |
| - Pedro Malta - (Coração de Estudante) - Kayky Brito - (O Beijo do Vampiro) - Thiago Farias - (O Beijo do Vampiro)                  | - Carla Diaz - (O Clone) - Sthefany Brito - (O Clone) - Isabelle Drummond - (Sítio do Picapau Amarelo)                                                  |
| Melhor Cantor | Melhor Cantora |
| - Daniel - Djavan - Fábio Júnior | - Sandy - Ivete Sangalo - Marisa Monte |
| Música de Abertura | Música de Personagem |
| - "Blue Moon", The Marcels - (O Beijo do Vampiro) - "Sob o Sol", Marcus Viana - (O Clone) - "Speranza", Laura Pausini - (Esperança) | - "A Luz que Acende o Olhar", Deborah Blando - (O Beijo do Vampiro) - "A Miragem", Marcus Viana - (O Clone) - "Onde está o meu Amor", RPM - (Esperança) |
| Música do Ano | Melhor Revelação Musical |
| - "Festa", Ivete Sangalo - "Carla", "LS Jack - "Que nem Maré", Jorge Vercillo                                                       | - LS Jack - Kelly Key - Jorge Vercillo |
| Melhor Grupo Musical | Melhor Banda |
| - Grupo Revelação | - Titãs |
| Melhor Humorista – Masculino | Melhor Humorista – Feminino |
| - Cláudio Manoel - (Casseta & Planeta) - Tom Cavalcante - (Zorra Total) - Luiz Fernando Guimarães - (Os Normais)                    | - Heloísa Périssé - (Zorra Total) - Cláudia Rodrigues - (Zorra Total) - Fernanda Torres - (Os Normais)                                                  |
| Participante de Reality show – Masculino                                                                                            | Participante de Reality show – Feminino |
| - Thyrso - (Big Brother Brasil) - Adelmo Casé - (Fama) - Kleber Bambam - (Big Brother Brasil)                                       | - Vanessa Jackson - (Fama) - Cida - (Big Brother Brasil) - Manuela - (Big Brother Brasil)                                                               |
| Efeitos Especiais | |
| - O Beijo do Vampiro - O Clone - Sítio do Pica-Pau Amarelo                                                                          | |

## Prêmios especiais
| Troféu Mário Lago |
| ----------------- |
| Laura Cardoso     |

## Novelas mais premiadas
| Emissora             | Número de prêmios |
| -------------------- | ----------------- |
| O Beijo do Vampiro   | 5                 |
| O Clone              | 4                 |
| Coração de Estudante | 2                 |